# In with the Devil
In with the Devil ist eine im Sommer 2022 erschienene Krimi-Miniserie des US-Amerikaners Dennis Lehane. Im Original Black Bird betitelt, basiert die Literaturverfilmung auf dem im Jahr 2010 veröffentlichten, von James Keene verfassten, autobiographischen Roman In with the Devil: A Fallen Hero, a Serial Killer, and a Dangerous Bargain for Redemption über dessen Lebensgeschichte und Erfahrungen, die er machte, als er den mutmaßlichen Serienmörder Larry Dewayne Hall zu einem Geständnis überreden sollte.

## Handlung
Chicago, November 1996: James Keene, ein gefeierter Highschool-Footballer und Sohn eines angesehenen Polizisten, hat eine vielversprechende Zukunft ausgeschlagen und sich trotz vier angebotener Sportstipendien für sein lukratives Drogenimperium weiterzuführen entschieden. Doch das FBI nimmt ihn fest, und Keene sieht sich einer zehnjährigen Haftstrafe wegen Drogenhandels und illegalen Waffenbesitzes gegenüber.
Im Gefängnis nutzt der charismatische Keene seine gewinnende Art, um schnell das Vertrauen und die Gunst der mächtigsten Gangs zu gewinnen, was ihm erlaubt selbst Geschäfte betreiben. Seine Fähigkeit, Kontakte zu knüpfen, bleibt nicht unbemerkt. Die FBI-Agentin Lauren McCauley, die ihn verhaftet haben, unterbreiten ihm ein riskantes Angebot: vollständige Begnadigung im Austausch für eine gefährliche Mission. Keene soll sich in ein Hochsicherheitsgefängnis der maximalen Sicherheitsstufe für unzurechnungsfähige Täter verlegen lassen, um sich dort mit dem Serienmörder Larry Dewayne Hall anzufreunden, ihm ein Geständnis zu entlocken und herauszufinden, wo er die Leiche von Patricia Reitler ist.
Keene zögert. Sein Vater, gesundheitlich angeschlagen und von Angst erfüllt, fleht ihn an, die Mission nicht anzunehmen. Doch als Keenes Mutter ihm vom Schlaganfall seines Vaters berichtet, der angeblich durch die Inhaftierung seines Sohnes ausgelöst wurde, ändert sich alles. Getrieben von Schuldgefühlen und dem Wunsch, seinen Vater noch einmal in Freiheit zu sehen, stimmt Keene dem Deal zu. Die Zeit drängt: Larry Hall hat Berufung eingelegt, um sein ursprüngliches Geständnis für ungültig erklären zu lassen – sollte ihm das gelingen, könnte er bald auf freien Fuß kommen.
Rückblick nach Georgetown, Illinois, 10. September 1993: Die Leiche der jungen Jessica Roach wird entdeckt. Detective Brian Miller richtet seinen Verdacht auf Larry Hall, einen Mann, der für seine bizarren und oft widersprüchlichen Geständnisse bekannt ist. Während eines intensiven Verhörs gelingt es Miller, ein Geständnis von Hall zu erlangen. Doch Hall, der als eineiiger Zwilling an den Folgen des fetofetalen Transfusionssyndroms leidet, wuchs inmitten der Gräber eines Friedhofs gemeinsam mit seinem Bruder und seinen Eltern auf. Schon in jungen Jahren zeigt er ein verstörendes Verhalten. Larry erzählt, wie er Särge ausgrub, um Wertsachen zu stehlen – ein düsterer Vorgeschmack auf das, was noch kommen sollte. In seinen Aussagen verwischen oft die Grenzen zwischen Realität und Traum. Dies macht ihn zu einem Meister der Verwirrung und führt dazu, dass er trotz mehrfacher Verhaftungen immer wieder freikommt, da die Leichen nicht gefunden werden. Seine unberechenbare Art, sich absichtlich verdächtig zu machen, lässt Ermittler wiederholt an seiner Schuld zweifeln.
Die Handlung führt die FBI-Agentin McCauley und Detective Miller zusammen, als sie sich mit ihm aufgrund der mögliche Haftentlassung von Larry Hall in Verbindung setzt und beide nach der Leiche von Patricia Reitler suchen.
Letztlich schafft es Keene, dass Larry seine Berufungsverfahren verliert. Er unternimmt daraufhin einen Suizidversuch, der jedoch scheitert. Jimmys Vater verstirbt fünf Jahre nach der Entlassung seines Sohnes, was die Tragik der Geschichte zusätzlich unterstreicht. Larry, angespornt durch dessen Bruder, der sich nach Gesprächen mit McCauley und Miller eingestehen muss, dass sein seit Kindheitstagen auffälliger Bruder im Gefängnis am besten aufgehoben ist, gesteht schließlich fünfzehn Morde, widerruft diese jedoch kurze Zeit später. Bis heute konnte keine der Leichen gefunden werden, wie es im Abspann heißt. Weiter heißt es, dass Keene nach seiner Freilassung eine Karriere als Geschäftsmann einschlug und zu einem wertvollen Berater für die Strafverfolgungsbehörden wurde – spezialisiert auf die Profilierung von Serienmördern.

## Produktion
Die Dreharbeiten fanden von April 2021 bis August desselben Jahres in New Orleans statt.

## Episodenliste
| Nr. (ges.) | Nr. (St.) | Deutscher Titel           | Originaltitel                 | Erstveröffentlichung | Deutschsprachige Erstausstrahlung (Apple TV+) | Regie             | Drehbuch                          |
| ---------- | --------- | ------------------------- | ----------------------------- | -------------------- | --------------------------------------------- | ----------------- | --------------------------------- |
| 1          | 1         | Pilot                     | Pilot                         | 8. Juli 2022         | 8. Juli 2022                                  | Michaël R. Roskam | Dennis Lehane                     |
| 2          | 2         | Wir kommen, Vater Abraham | We Are Coming, Father Abraham | 8. Juli 2022         | 8. Juli 2022                                  | Michaël R. Roskam | Dennis Lehane                     |
| 3          | 3         | Von der Hand in den Mund  | Hand to Mouth                 | 15. Juli 2022        | 15. Juli 2022                                 | Michaël R. Roskam | Riccardo DiLoreto & Sean K. Smith |
| 4          | 4         | Wie heißt sie noch?       | WhatsHerName                  | 22. Juli 2022        | 22. Juli 2022                                 | Jim McKay         | Dennis Lehane                     |
| 5          | 5         | Wo ich mich bette         | The Place I Lie               | 29. Juli 2022        | 29. Juli 2022                                 | Joe Chappelle     | Dennis Lehane                     |
| 6          | 6         | Ein Versprechen           | You Promised                  | 5. Aug. 2022         | 5. Aug. 2022                                  | Joe Chappelle     | Dennis Lehane                     |

## Kritiken
Die Kritiken zu In with the Devil fielen überwiegend positiv aus. Bei Metacritic sind 80 % von 29 Kritiken positiv, bei Rotten Tomatoes sind es 97 % von 76 Bewertungen.